# 西深井

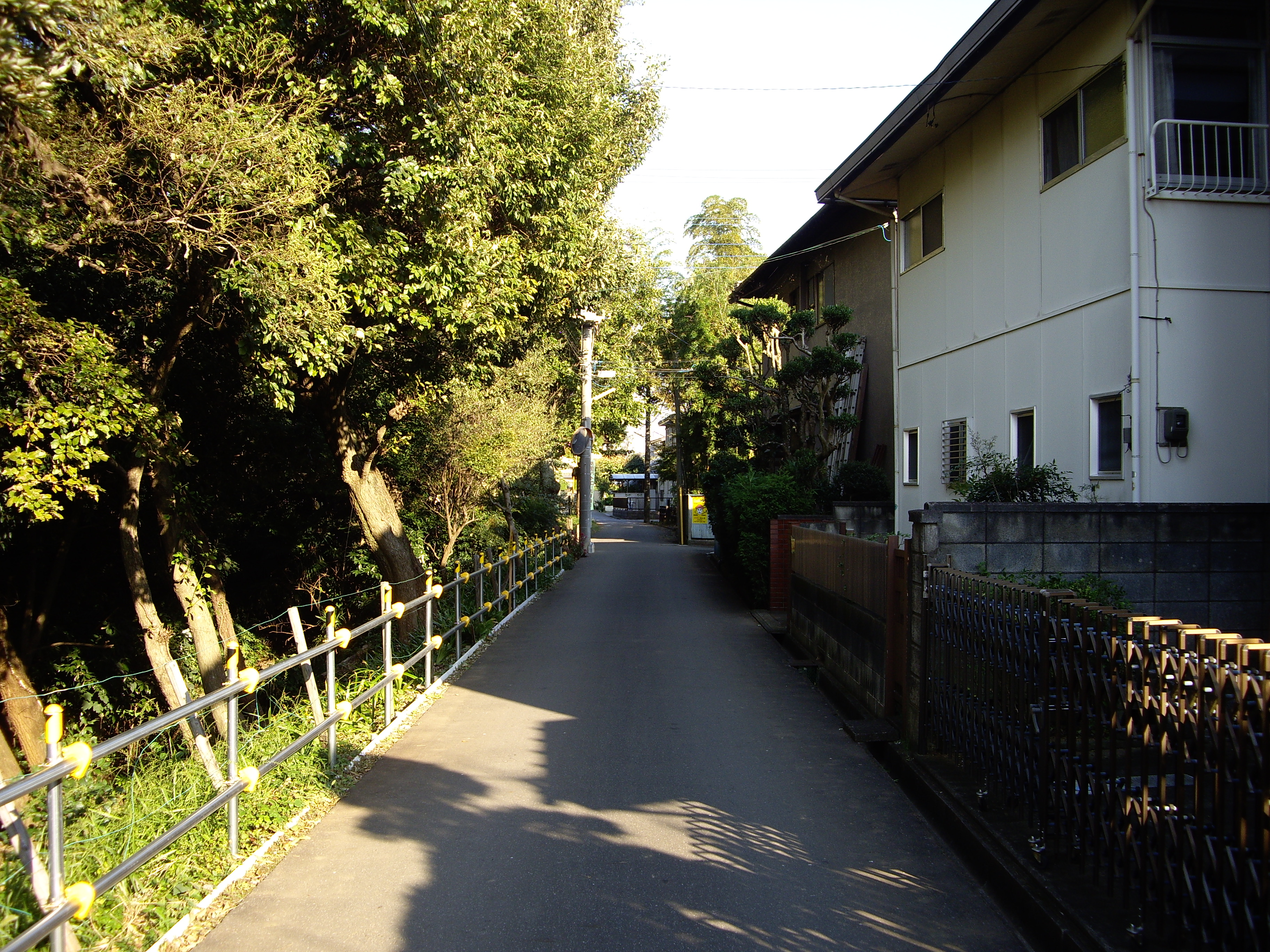
西深井・運河団地(2)

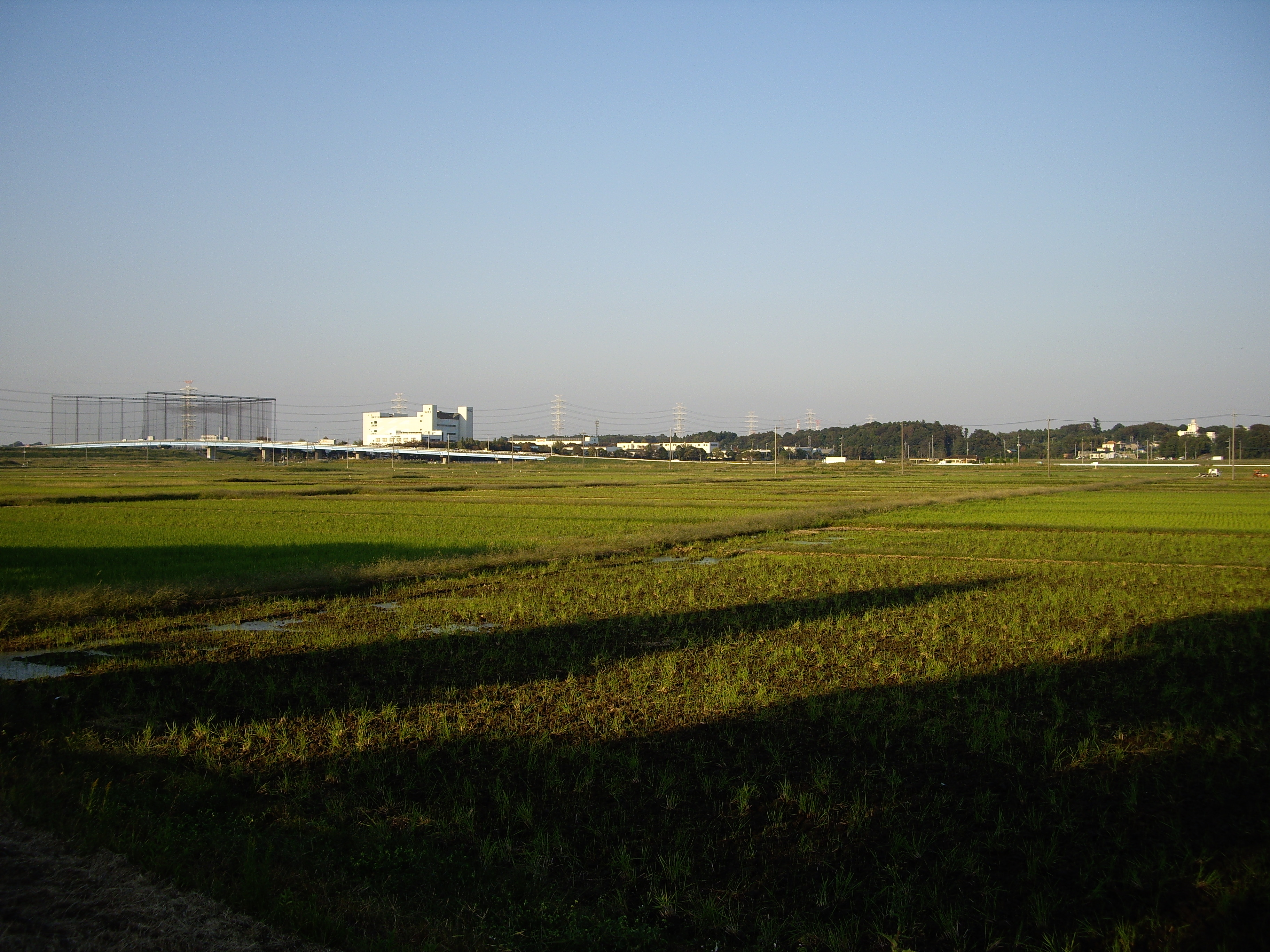
西深井・江戸川沿いの田園地帯

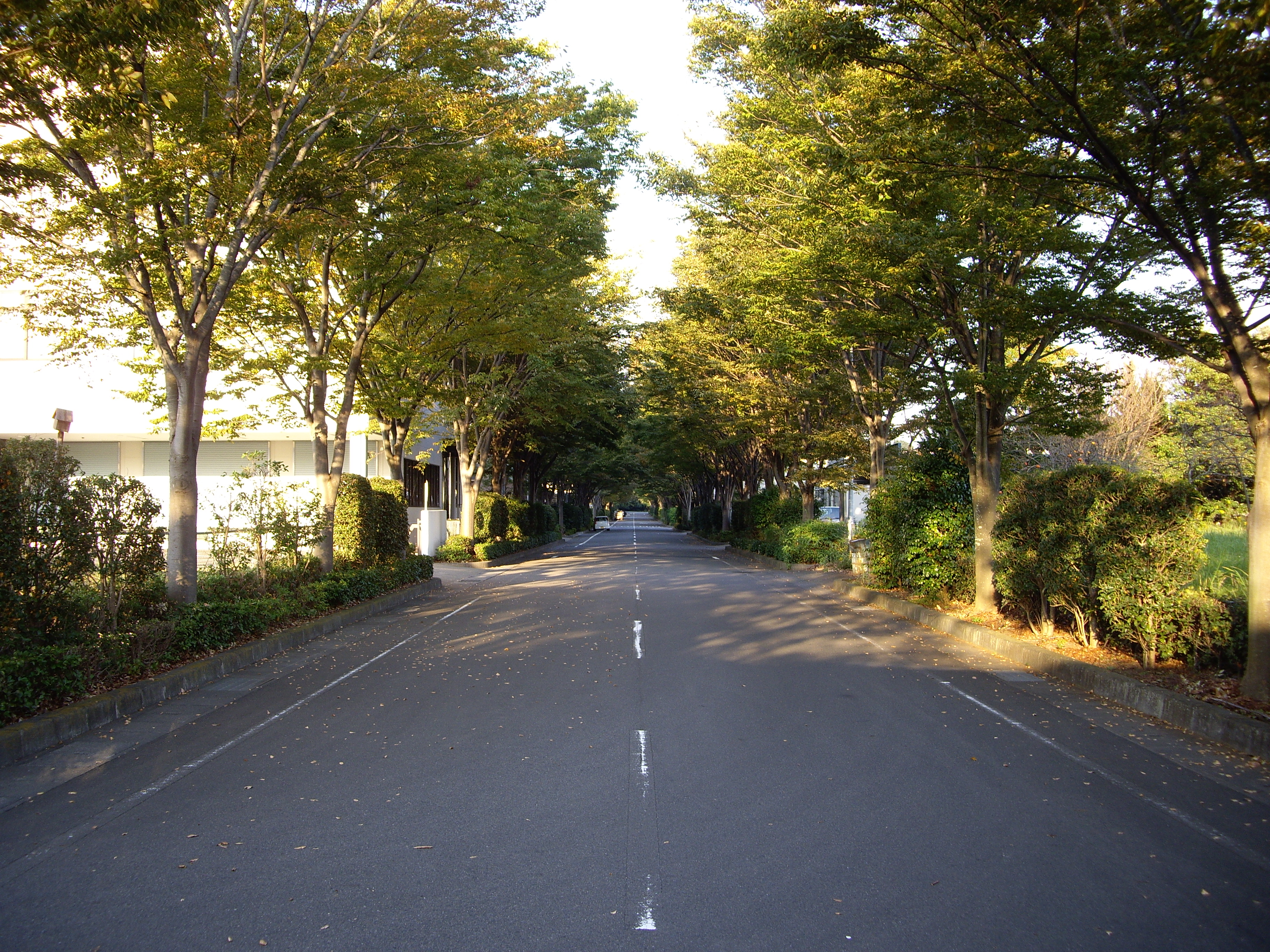
西深井・流山工業団地

西深井（にしふかい）は、千葉県流山市にある地名。郵便番号は270-0107。

## 地理
流山市の北部に位置する。地域内は利根運河に沿った緑豊かな地域で、南部に市立西深井小学校、北部の利根運河に近接した場所に｢運河団地｣、｢運河第二団地｣（共に戸建住宅街）がある。
西部の江戸川に近い低地部では、見渡す限りの田園地帯が広がっており、千葉県道5号松戸野田線に沿った北端部には流山工業団地がある。
東は東深井、西は深井新田、南は平方、北は野田市今上・山崎と接している。

### 地価
住宅地の地価は、2015年（平成27年）1月1日の公示地価によれば、西深井字八ﾉ割640番4の地点で7万7000円/m2となっている。

## 歴史

### 沿革
- 1869年（明治2年） 葛飾県葛飾郡南村となる。
- 1871年（明治4年） 廃藩置県により印旛県葛飾郡西深井村となる。
- 1873年（明治6年）　県の統合及び、郡の分割により千葉県東葛飾郡西深井村となる。
- 1889年（明治22年）　東葛飾郡大畔村、小屋村、下花輪村、北村、桐ケ谷村、谷村、南村、上貝塚村、上新宿村、上新宿新田、平方村、平方村新田、平方原新田、中野久木村、深井新田、東深井村と合併し、東葛飾郡新川村大字西深井となる。
- 1951年（昭和26年）4月1日　流山町、八木村と合併し、東葛飾郡江戸川町大字西深井となる。
- 1952年（昭和27年）1月1日　江戸川町が流山町に改称。東葛飾郡流山町大字西深井となる。
- 1967年（昭和42年）1月1日　市制施行により、流山市大字西深井となる。

## 世帯数と人口
2019年（平成31年）4月1日現在の世帯数と人口は以下の通りである。
| 大字   | 世帯数    | 人口    |
| ------ | --------- | ------- |
| 西深井 | 1,270世帯 | 2,588人 |

## 小・中学校の学区
市立小・中学校に通う場合、学区は以下の通りとなる。
| 番地 | 小学校               | 中学校               |
| ---- | -------------------- | -------------------- |
| 全域 | 流山市立西深井小学校 | 流山市立東深井中学校 |

## 施設
- 流山市立西深井小学校
- 流山工業団地